# Mongoose–V
A Mongoose–V 32 bites mikroprocesszort űreszközök fedélzeti számítógépeként használják; ez a MIPS R3000 CPU egy sugárzás elleni védelemmel ellátott (radiation-hardened), 10–15 MHz közötti órajelű speciális változata. A Mongoose processzort a floridai Melbourne székhelyű Synova, Inc. fejlesztette ki, a NASA Goddard Space Flight Center támogatásával.
A Mongoose–V processzor első útja a NASA Earth Observing-1 (EO–1) földfigyelő műhold fedélzetén volt 2000 novemberében, ahol is a fő repülésirányító számítógép szerepében működött. Egy második Mongoose–V a műhold szilárdtest adatrögzítőjét vezérelte.
Mongoose–V processzort több más űreszközben is alkalmaztak, például az alábbiakban:
- Earth Observing–1 (EO–1)
- A NASA 2001 júniusában felbocsátott Mikrohullámú Anizotrópia Szondája (Microwave Anisotropy Probe, MAP), ez az EO–1-éhez hasonló Mongoose–V repülésvezérlő számítógépet hordozott.
- A NASA Space Technology 5 sorozatú mikroműholdjai
- CONTOUR
- TIMED
- A New Horizons Plútó szonda

## Fordítás
Ez a szócikk részben vagy egészben  a   Mongoose-V című angol Wikipédia-szócikk ezen változatának fordításán alapul.  Az eredeti cikk szerkesztőit annak laptörténete sorolja fel. Ez a jelzés csupán a megfogalmazás eredetét és a szerzői jogokat jelzi, nem szolgál a cikkben szereplő információk forrásmegjelöléseként.